# Casa consistorial de Murcia
La Casa Consistorial de Murcia (Región de Murcia, España) es un inmueble del siglo XIX, de estilo neoclásico, situado en la plaza de La Glorieta, sede del ayuntamiento de Murcia.
Consta de un edificio anexo, situado en la plaza de Belluga, diseñado por Rafael Moneo.

## Historia
El actual inmueble del ayuntamiento o casa consistorial, se levanta sobre el solar que de forma tradicional ha ocupado el concejo de la ciudad de Murcia desde la Edad Media.
Durante la dominación musulmana, aquí se levantaba el Daraxarife o palacio del Príncipe, perteneciente al Alcázar Mayor de la ciudad. Después de la conquista de Murcia, Alfonso X el Sabio donó este palacio al concejo en 1267, lugar donde jueces o magistrados municipales ejercieron su cometido desde entonces.
En pleno siglo XVIII, durante el llamado siglo de oro murciano, se realizó la reforma urbana que dio lugar al paseo del Arenal (la actual Glorieta). Con esta reforma, la casa del Concejo quedó presidiendo el nuevo espacio, edificio que fue reformado en 1797, adquiriendo el aspecto que se puede contemplar en grabados antiguos.

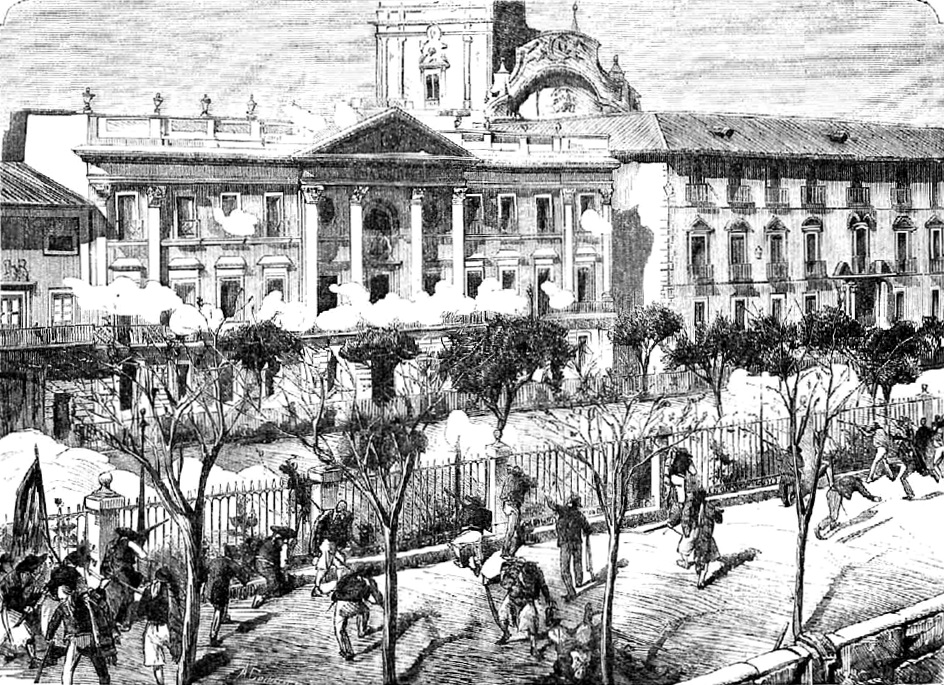
Toma del Ayuntamiento por los insurrectos de Antonete Gálvez, en La Ilustración Española y Americana (1872).

A mediados del siglo XIX, el alcalde de Murcia, Salvador Marín Baldo, encargó el diseño de una nueva Casa Consistorial al arquitecto Juan José Belmonte. Por este motivo, entre 1846 y 1847, el Concejo de la ciudad tuvo que trasladarse al desamortizado convento de Santo Domingo mientras se realizaban las obras. El nuevo ayuntamiento quedó inaugurado en 1848, siendo el inmueble que se puede contemplar en la actualidad.
En 1892, el arquitecto Pedro Cerdán realizó diversas reformas interiores. Otras reformas tuvieron lugar en 1927, concretamente el nuevo salón de plenos, obra de César Cort.
A finales del siglo XX, habiéndose quedado pequeña la Casa Consistorial, y existiendo un solar contiguo en la parte trasera del ayuntamiento, al otro lado de la calle San Patricio; solar que daba a la plaza de Belluga (donde se encontraba el palacete llamado del Doctoral La Riva), el alcalde socialista José Méndez Espino aprobó la construcción de un edificio anexo en dicho solar, diseñado por el afamado Rafael Moneo, siendo inaugurado en 1998 bajo mandato de Miguel Ángel Cámara Botía (PP).

## Arquitectura
La Casa Consistorial de Murcia es la obra arquitectónica más importante de Juan José Belmonte (1809-1875). Las preferencias arquitectónicas de Belmonte en esta ocasión se decantan por el neoclasicismo al construir una portada de cuatro grandes columnas corintias soportando un frontón que dota de mayor importancia al balcón principal.
Encima del balcón hay un gran escudo de la ciudad de Murcia escoltado por las estatuas de dos musas, que representan respectivamente la abundancia y la felicidad. En el centro del frontón se encuentra el reloj de la ciudad, con un carrillón que al dar las horas y las medias interpreta melodías típicas de Murcia, como el himno, el canto a Murcia de la zarzuela La Parranda y el himno de la Fuensanta. 

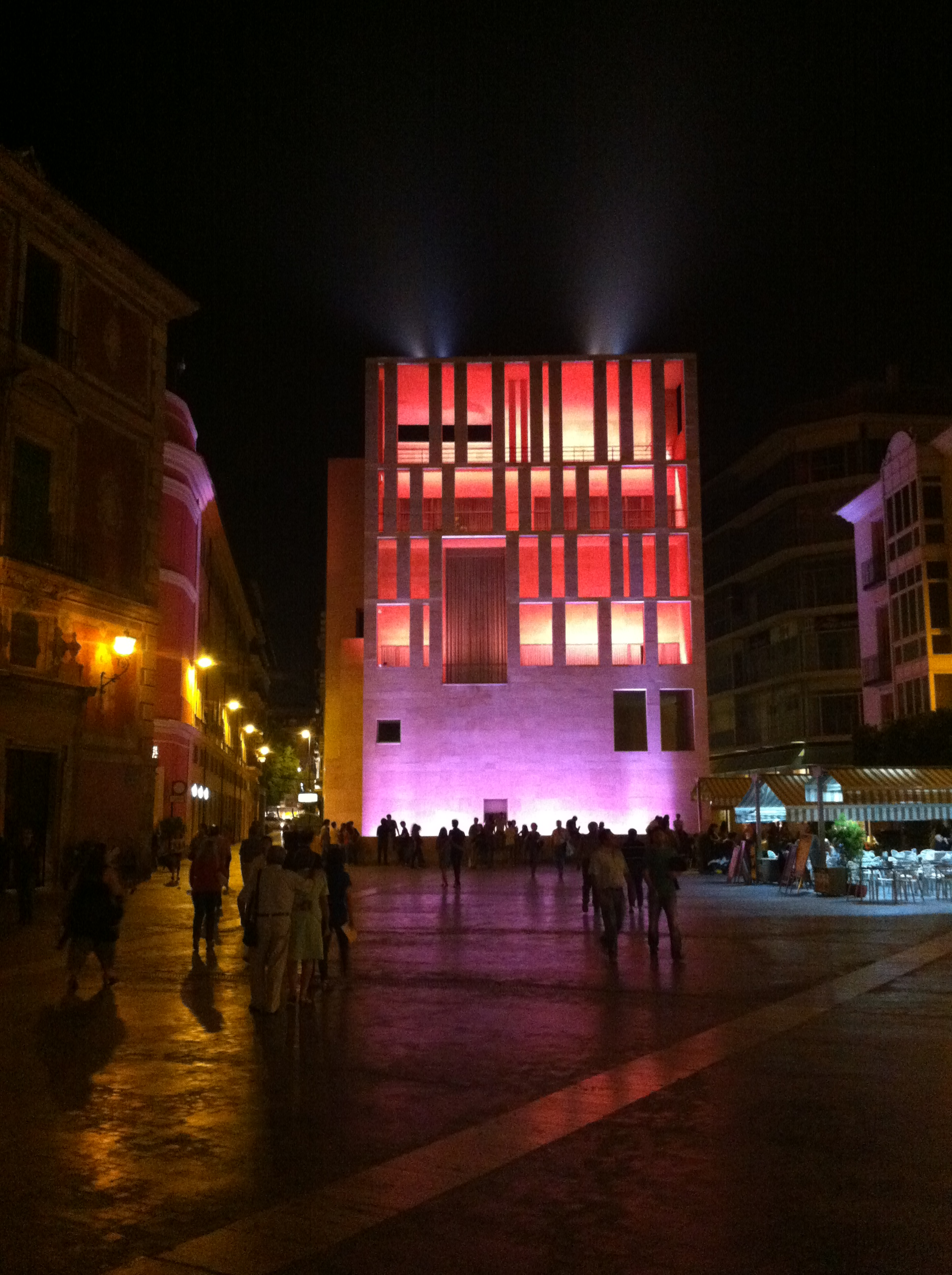
Imagen nocturna del edificio anexo del Ayuntamiento, diseñado por Rafael Moneo en 1998, en la Plaza Belluga.

En su interior destaca la monumental escalera de mármol; que da acceso a la planta noble, y las vidrieras de La Veneciana que hay en ella, realizadas en 1939, con el escudo actual de la ciudad incorporado en 1990. 
En el salón de plenos destacan las vidrieras policromas de la casa Maumejean, que representan las Cantigas del Rey Alfonso X, la virgen de la Arrixaca, la virgen de la Fuensanta y el escudo de Murcia. En las vitrinas laterales se conservan dos banderas históricas: a la derecha, el pendón real, privilegio concedido por Alfonso X en 1266 y confirmado posteriormente por Felipe II. El actual se hizo para conmemorar la coronación de Carlos IV en 1789. El pendón representaba al rey en actos solemnes y fue realizado por el maestro bordador Tomás Marqués de Frusía. A la izquierda se encuentra el pendón de la Coronela, llevado en la Guerra de la Independencia contra los franceses por el batallón número 10 de la reserva de la provincia de Murcia. Fue realizado por el maestro Pantaleón Furriol, en 1808.
El edificio anexo diseñado por Rafael Moneo, e inaugurado en 1998, se ha convertido en uno de los símbolos arquitectónicos de la Murcia contemporánea. Aunque recibido con polémica por algunos sectores, debido entre otras razones a su emplazamiento en plena plaza Belluga, ha sido un inmueble de referencia dentro de la obra del arquitecto y de la ciudad.